# Deep Space Transport
El Deep Space Transport (DST) (en español Transporte del Espacio Profundo), también llamado Mars Transit Vehicle, es un concepto de una nave espacial interplanetaria tripulada, propuesto por la NASA para apoyar misiones de exploración científica en Marte de hasta 1,000 días. Estaría compuesto por dos elementos: una cápsula Orión y un módulo de habitación propulsada. A fines de 2019, el DST aún era un concepto para estudiar, y la NASA no ha propuesto oficialmente el proyecto en un ciclo anual de presupuesto del gobierno federal de los EE. UU. El vehículo DST partiría y regresaría de Lunar Gateway para ser reparado y reutilizado para una nueva misión a Marte.

## Resumen de arquitectura
Tanto el Gateway como el DST estarían equipados con el sistema de acoplamiento estándar internacional. La nave espacial DST comprendería dos elementos: una cápsula Orión y un módulo de habitación que sería propulsado mediante propulsión eléctrica y propulsión química, y transportaría una tripulación de cuatro personas en un hábitat de tamaño mediano. La nave espacial completamente ensamblada con la cápsula Orión acoplada, tendría una masa de aproximadamente 100 toneladas métricas. La parte del hábitat de la nave espacial probablemente se fabricará utilizando herramientas y estructuras desarrolladas para el tanque de propulsor SLS; sería 8,4 metros (9,2 yd) de diámetro y 11,7 metros (12,8 yd) de longitud.  
La porción de hábitat de la nave espacial DST también puede estar equipada con un laboratorio con instrumentos de investigación para ciencias físicas, microscopía electrónica, análisis químicos, congeladores, investigación médica, pequeños cuartos de animales vivos, cámaras de crecimiento de plantas e impresión 3D. Las cargas externas pueden incluir cámaras, telescopios, detectores y un brazo robótico.  
Su objetivo inicial para la exploración es Marte (sobrevuelo u órbita), y otros destinos sugeridos son Venus (sobrevuelo u órbita), y un retorno de muestra de un gran asteroide. Si la nave espacial DST orbitara a Marte, permitiría oportunidades para la operación remota en tiempo real de equipos en la superficie marciana, como el retorno de una muestra de Marte asistida por humanos. Patrick Troutman es el líder de evaluaciones estratégicas para el transporte espacial profundo y la plataforma de enlace orbital lunar.  
Usaría un sobrevuelo lunar para aumentar la velocidad y luego, usando la propulsión eléctrica solar (SEP), aceleraría en una órbita heliocéntrica. Allí completaría su tránsito a Marte u otros posibles destinos. Usaría propulsión química para entrar en la órbita de Marte. Los equipos podrían realizar observaciones remotas o partir hacia la superficie durante una ventana de 438 días. El vehículo partiría de la órbita de Marte a través de una quemadura química. Usaría una combinación de SEP y asistencias de gravedad lunar para recapturar en la esfera de influencia de la Tierra.
| DST completamente ensamblado                                         | Masa estimada (toneladas métricas) |
| -------------------------------------------------------------------- | ---------------------------------- |
| Cápsula Orión (lanzada por separado)                                 | 10,3                               |
| Habitat                                                              | 21,9                               |
| Carga                                                                | 26,5                               |
| Sistema de propulsión eléctrica solar que incluye propulsor de xenón | 24                                 |
| Propelente químico                                                   | 16                                 |
| Total Estimado                                                       | 98,7                               |

## Cronograma sugerido
Si se financia, el DST se lanzaría hacia la Puerta Lunar en un vuelo de carga SLS, probablemente en 2027. Se espera que la nave espacial se someta a 100–300 días de operación tripulada DST Habitat antes de que comience una prueba de vuelo de un año (crucero de sacudidas) en el espacio cislunar en 2029 como muy pronto. Estaría diseñado para transportar una tripulación para orbitar Marte, pero no aterrizar, en la década de 2030. Su primera misión probablemente implicaría un sobrevuelo de Venus y una corta estadía alrededor de Marte. Se necesitarían desarrollos y vehículos adicionales para una misión de superficie humana en Marte.  
En agosto de 2019, el Instituto de Políticas de Ciencia y Tecnología (STPI) entregó un informe encargado por la NASA en 2017 específicamente para una evaluación técnica y financiera de "una misión de vuelo espacial humano de Marte que se lanzará en 2033" utilizando el DST. El informe concluyó que "incluso sin restricciones presupuestarias, una misión orbital Mars 2033 no se puede programar de manera realista bajo los planes actuales y nocionales de la NASA", y que "el análisis sugiere que una misión orbital Mars podría llevarse a cabo no antes de la ventana orbital 2037 sin aceptando grandes desarrollos tecnológicos, retrasos en el cronograma, costos excesivos y riesgos de déficit presupuestario". Una misión a Marte que se lanzará en 2033, concluyó el informe, necesitaría tener sistemas de soporte vital y propulsión probados para 2022, lo cual es poco probable. El informe estimó que el costo total de los elementos necesarios para la misión a Marte, incluidos SLS, Orión, Gateway, DST y otras logísticas, en US $120.6 mil millones hasta el año fiscal 2037.  